# Johan Söderberg
Johan Olof Anders Söderberg (* 14. November 1962) ist ein schwedischer Musiker, Drehbuchautor, Filmeditor und Regisseur. 

## Leben
Söderberg erhielt eine Ausbildung an der Musikakademie in Göteborg, wo er sich auf Percussion-Instrumente spezialisierte. Er erlangte erste Bekanntheit als Mitglied im Multimediakollektiv Lucky People Center (LPC), mit dem er in den 1990er Jahren mehrere Filme und Alben veröffentlichte. Als Koproduzent der Filme trat bei LPC der Videokünstler Erik Pauser (* 1957) in Erscheinung. 
Nachdem Söderberg bei LPC bereits einen eigenwilligen Stil als Editor entwickelt hatte, wobei er unterschiedlichste Videosamples zum prägenden Bestandteil der Musik machte, war er auch Editor von Musikvideos weiterer Künstler, so für den Titel She's Madonna (2007) von Robbie Williams, für den Titel Hang on von U2 und den Titel Me Myself and I (2003) von Beyoncé.
Johan Söderberg wirkte auch am kontrovers diskutierten Video American Life von Madonnas gleichnamigen Album mit. Weitere Zusammenarbeit mit Madonna betraf das Drehbuch für die Titel Sorry und Hung up. In dem Video von Madonna Hey You (2007) verarbeitete er zusammen mit dem Regisseur Marcus Lindkvist Eindrücke verschiedener Kulturen und der Klimaerwärmung.

## Filmografie (Auswahl)

### Regisseur
- 1999 – Lucky People Center International (auch Drehbuch)
- 2002 – Tokyo Noise (auch Drehbuch)
- 2006 – Unser Planet (The Planet) –  und Musik

### Drehbuch
- 2001 – Sacrificio: Who Betrayed Che Guevara?
- 2004 – The Voice
- 2006 – The Confessions Tour

### Komponist
- 2003 – Tor zum Himmel (Gate to Heaven)
- 2003 – Surplus oder Konsumterror (Surplus: Terrorized into being Consumers)

### Schnitt
- 2002 – Spun
- 2008 – Downloading Nancy
- 2009 – Metropia
- 2009 – Videocrazy

## Preise
- 2003: Guldbagge für die beste Musik im Film Tokyo Noise
- 2005: 1km Film Preis, beim Stockholm Film Festival